# Sindara
Sindara ist eine Stadt im gabunischen Departement Tsamba-Magotsi innerhalb der Provinz Ngounié. Mit Stand von 2013 wurde die Stadt auf eine Einwohnerzahl von 1371 bemessen.

## Persönlichkeiten
- André Raponda Walker (1871–1968), hat als Priester hier gearbeitet[2]